# Liste der Berliner Hof- und Domprediger

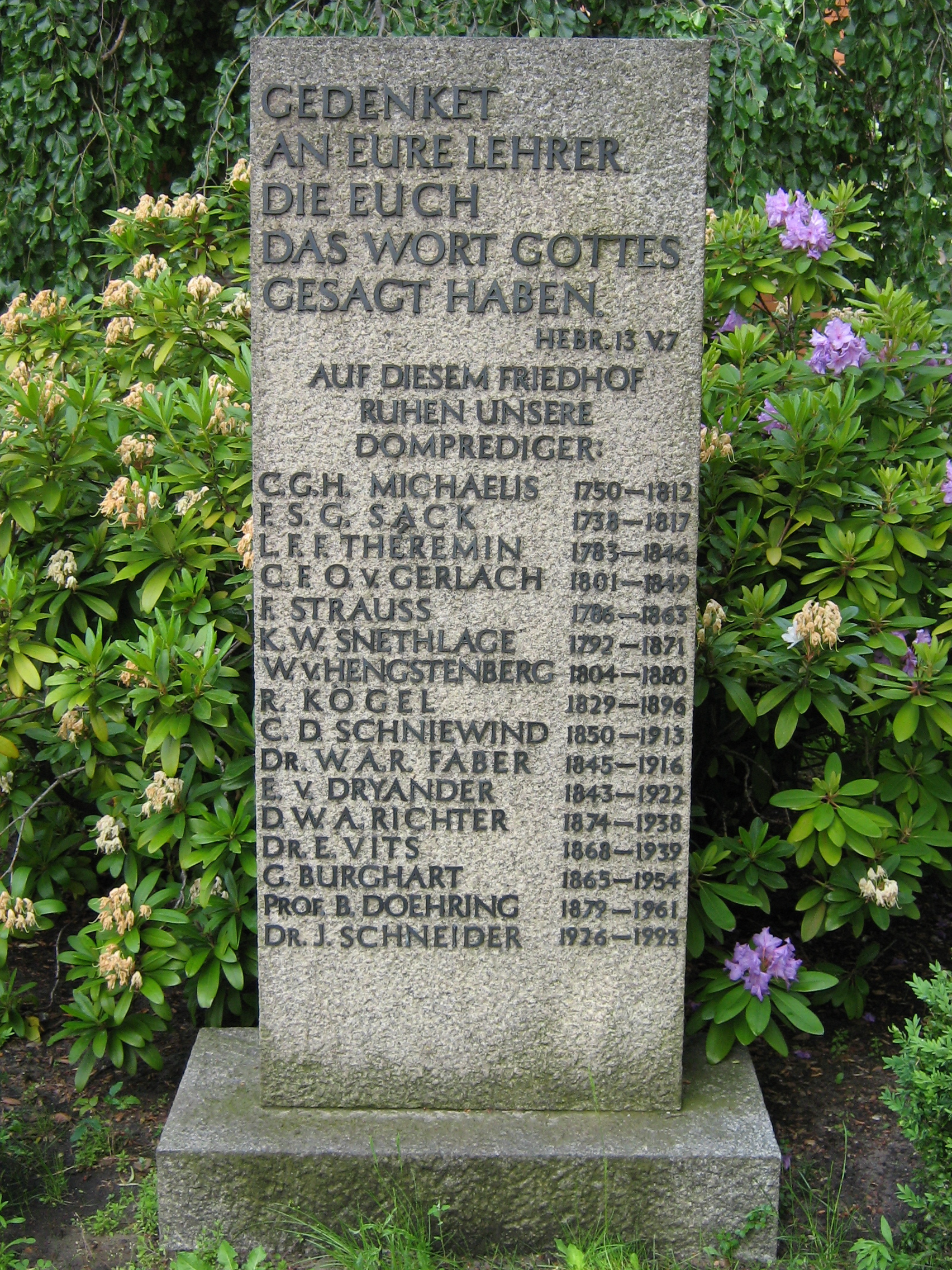
Gedenkstein auf dem Domfriedhof II

Die Liste der Hof- und Domprediger enthält die Prediger an den Berliner Domkirchen vom 15. Jahrhundert bis zur Gegenwart.

## Geschichte

### Erasmus-Kapelle und erste Domkirche
1450 wurde im neuen Berliner Schloss die Erasmus-Kapelle für den geistlichen Gebrauch des Hofes geweiht. 1565 entstand dort ein Kollegiatstift.
1536 verlegte Kurfürst Joachim II. das Stift in das benachbarte bisherige Dominikanerkloster.
Am 2. November 1539 feierte er das erste Mal in der Domkirche das Abendmahl in beiderlei Gestalt nach protestantischen Verständnis. Das Domstift blieb aber noch bis in die 1550/60er Jahre katholisch.
Erst 1571 wurde eine evangelische Ordnung im Stift eingeführt.

### Entwicklung seit dem 17. Jahrhundert
1608 wurde das Domstift aufgelöst und in eine Domkirche umgewandelt.
1613 trat Kurfürst Johann Sigismund zum reformierten Glauben über, was zu erheblichen Verwerfungen in der Stadt und auch unter den Predigern am Dom führte. Diese waren in den nächsten 200 Jahren reformiert, während fast alle übrigen Kirchen Berlins und Cöllns lutherisch blieben.
1640 wurden die Ämter des Hof- und Dompredigers getrennt. Nachdem durch das Edikt von Potsdam 1685 eine große Hugenottengemeinde in Berlin ansässig wurde, beriefen die Kurfürsten und Könige oft auch deren Prediger zu Hofpredigern, ohne dass damit ein Dienst am Dom verbunden war. 1750 wurde eine neue Domkirche an der heutigen Stelle eingeweiht.
Nach der 1817 vollzogenen Union von Lutheranern und Reformierten in Preußen konnten auch Lutheraner wieder zu Dompredigern berufen werden; es dominierten aber die reformierten. Nach 1918 amtierten Domprediger (später Oberdomprediger) weiter.

## Strukturen und Aufgaben
Am Dom amtierten anfänglich zwei, später bis zu sechs Domprediger, die zugleich brandenburg-preußische Hofprediger waren. Sie waren nach Rangstufen gestaffelt; üblicherweise begannen neue Hof- und Domprediger im untersten Rang und rückten jeweils auf frei werdende höhere Stellen vor.
Mit dem Amt des Hof- und Dompredigers waren häufig weitere Aufgaben am Hof und in der Kirchenleitung verbunden. Sie unterrichteten die Kinder des Kurfürsten, waren Berater oder sogar Vertraute von Kurfürst oder König, etwa Wilhelm Hoffmann bei Friedrich Wilhelm IV. Christian Cochius hielt 1688 die Leichenpredigt auf den Großen Kurfürsten, Benjamin Ursinus salbte 1701 Friedrich I. zum König von Preußen. Die Auswahl der Hofprediger nahm gelegentlich der Herrscher selbst nach einer Probepredigt vor. Einige Hofprediger wurden geadelt oder in den Bischofsrang erhoben. Gegen Ende des 20. Jahrhunderts wurde der Titel „Ehrendomprediger“ geschaffen und bisher dreimal verliehen.
Derzeit (März 2024) wirken am Berliner Dom eine Pfarrerin und ein Pfarrer mit dem Titel „Domprediger“ bzw. "Dompredigerin". Ferner predigen regelmäßig prominente Gastprediger/innen.

## Hof- und Domprediger
| Name                                                                 | von       | bis   | Funktion |
| -------------------------------------------------------------------- | --------- | ----- | --- |
| Johannes Agricola 1494–1566                                          | 1537      | 1566? | Erster Hofprediger von Kurfürst Joachim II.; Oberhofprediger, Generalsuperintendent und Visitator an der Dom- und Schlosskirche in Cölln                                                              |
| Jakob Stratner † 1550                                                | 1539      | 1543  | Hofprediger |
| Jakob Stendal ?                                                      | 1540      | 1564  | Domprediger, 1567 Dompropst |
| Jacob Schenck ≈1508–1554                                             | 1545      | 1546  | Hofprediger |
| Hieronymus Schwolle † 1563                                           | 1550      | 1563  | Domprediger |
| Joachim Pasche 1527–1578                                             | 1557      | 1566  | Hofprediger (anschließend Propst an der Nikolaikirche) |
| Paul Musculus ?                                                      | 1563      | 1577  | Hofprediger |
| Georg Coelestin 1525–1579                                            | 1564      | 1579  | 1564 Hofprediger, 1571 zusätzlich Dompropst |
| Vitus Bach † 1599                                                    | 1566      | 1584  | Hofprediger |
| Andreas Prätorius * um 1550; † 20. Dezember 1586                     | 1576      | 1582  | Hofprediger |
| Friedrich Hartwig                                                    | 1579      | 1585  | Hof- und Domprediger, Dompropst |
| Wolfgang Peristerus 1532–1592                                        | 1580      | 1583  | Hof- und Domprediger |
| Matthäus Leuthold * 1532; † 1600                                     | um 1585   | 1600  | Dompropst |
| Martin Nößler 1554–1608                                              | 1586      | 1608  | Hofprediger und Domdekan |
| Hieronymus Brunner ≈1550–1606                                        | 1589      | 1598  | Hof- und Domprediger, seit 1584 Propst an St. Petri |
| Simon Gedik 1551–1631                                                | 1598      | 1614  | Hof- und Domprediger, seit 1600 Dompropst, wegen Widerstandes gegen den Konfessionswechsel des Kurfürsten entlassen, danach Superintendent in Meißen und dann in Merseburg                            |
| Johannes Fleck (Flaccus) 1559–1628                                   | 1601      | 1611  | Hof- und Domprediger |
|                                                                      |           |       | |
| Sebastian Müller * 1550?; † 1627                                     | 1593      | 1614  | Hof- und Domprediger (amtierte auch nach dem Konfessionswechsel des Kurfürsten noch als Hofprediger von dessen Frau)                                                                                  |
| Martin Willich 1583–1633                                             | 1612      | 1614  | Hofprediger (zugleich Archidiaconus an der Petrikirche, wegen Widerstandes gegen den Konfessionswechsel des Kurfürsten entlassen, danach Hauptpastor in Hamburg)                                      |
|                                                                      |           |       | |
| Salomo Finck * 1566; † 20. Juli 1629                                 | 1612      | 1629  | Hof- und Domprediger (zuerst Adjunkt des Hofpredigers Sebastian Müller, trat 1613 noch vor dem Kurfürsten zum reformierten Bekenntnis über)                                                           |
| Martin Füssel (Füsselius) * 23. November 1571; † 13. September 1626  | 1614      | 1626  | Hof- und Domprediger |
| Karl Sachse * 13. Februar 1588; † 11. Oktober 1616                   | 1614      | 1616  | Hof- und Domprediger |
| Joachim Mencelius * 28. Dezember 1586; † 26. September 1638          | 1615      | 1638  | Domprediger |
| Joachim Appelius * um 1590; † Juni 1668                              | 1618      | 1632  | Domprediger (später Hofprediger in Güstrow und Bückeburg) |
| Adam Christian Agricola 1593–1645                                    | 1629      | 1636  | Dom- und Hofprediger (ging 1636 als Hofprediger nach Königsberg) |
| Johann Bergius 1587–1658                                             | 1623      | 1658  | Dom- und Hofprediger |
| Wolfgang Crell der Jüngere 1592–1663                                 | 1626      | 1666  | Domprediger |
| Johann Christoph Hübner * 1601; † 1638                               | 1634      | 1638  | Domprediger |
| Christian Bartholdi * um 1603; † Februar 1647                        | 1642      | 1647  | Domprediger |
| Bartholomäus Stosch der Jüngere 1604–1686                            | 1644      | 1686  | Hofprediger, 1659 auch Oberkonsistorialrat |
| Johann Christian Sagittarius † 6. Mai 1674                           | 1646      | 1674  | 2. Domprediger |
| Johann Kunsch von Breitenwald 1620–1681                              | 1655      | 1681  | 1655 Domprediger in Cölln, 1659 2. Hofprediger |
| Georg Conrad Bergius 1623–1691                                       | 1664      | 1691  | Hofprediger |
| Heinrich Schmettau 1628–1704                                         | 1666      | 1704  | 1666 Domprediger, 1691 auch Hofprediger |
| Benjamin Ursinus 1646–1720                                           | 1670      | ?     | 1670 kurfürstlich-kurbrandenburgischer Hofprediger, 1700 Erster königlicher Oberhofprediger und Kirchenrat (1702 Bischofstitel, 1705 geadelt: Ursin von Baer)                                         |
| Jakob Christian Eisenberg * 25. Dezember 1642; † 20. April 1702      | 1682      | 1702  | Domprediger |
| Anton Brunsen (Brunsenius) 1641–1693                                 | 1683      | 1693  | 1680 Hofprediger in Potsdam, 1683 in Cölln |
| Christian Cochius 1632–1699                                          | 1687      | 1699  | kurfürstlich-brandenburgischer Hof- und Domprediger |
| David Ancillon der Ältere 1617–1692                                  | 1686      | 1692  | Prediger der Hugenottengemeinde, Hofprediger als Ehrentitel |
| Jacques Lenfant * 13. April 1661; † 7. August 1728                   | 1689      | 1692  | Prediger der Hugenottengemeinde, Hofprediger als Ehrentitel |
| David Ancillon der Jüngere 1670–1723                                 | 1692      | 1723  | Prediger der Hugenottengemeinde, Hofprediger zunächst als Ehrentitel, aufgrund seiner Verdienste im diplomatischen Dienst 1707 auch persönlicher Hofprediger                                          |
| Daniel Ernst Jablonski 1660–1741                                     | 1693      | 1741  | Hofprediger, später Oberhofprediger |
| Johann Friedrich Sturm * 1658; † 18. Januar 1702                     | 1693      | 1702  | Hof- und Domprediger |
| Isaac de Beausobre 1659–1738                                         | 1694      | 1723  | Prediger der Hugenottengemeinde, Hofprediger als Ehrentitel |
| Moritz Selig * 12. November 1666; † 7. April 1709                    | 1699      | 1709  | 4. Hofprediger |
| Karl Konrad Achenbach 1655–1720                                      | 1702      | 1720  | Hofprediger |
| Isaac Jaquelot * 16. Dezember 1647; † 15. Oktober 1708               | 1702      | 1708  | Prediger der Hugenottengemeinde, Hofprediger als Ehrentitel |
| François Martel † 1715                                               | 1702      | 1708  | Prediger der Hugenottengemeinde in Schwabach, ab 1708 in Berlin, Hofprediger der Kurfürstin Sophie Charlotte                                                                                          |
| Christoph Töpken * 4. November 1648; † August 1715                   | 1702      | 1715  | Domprediger |
| Ludwig Heinrich Mieg * 3. Juni 1662; † 31. August 1712               | 1704      | 1720  | Hof- und Domprediger |
| Heinrich August Steinberg * 7. Januar 1668; † 9. April 1749          | 1709      | 1749  | Hof- und Domprediger |
| Johann Ernst Andreae * 5. Oktober 1671; † 29. Juli 1731              | 1709      | 1731  | 6. Hofprediger |
| Dietrich Siegfried Claessen * 4. November 1685; † 1743               | 1715      | 1720  | Domprediger (1720 wegen seiner partikularistischen Prädestinationslehre als Professor nach Frankfurt an der Oder versetzt, später Professor in Herborn)                                               |
| Johann Arnold Noltenius * 16. April 1683; † 2. März 1740             | 1720      | 1740  | Domprediger, kurz darauf auch Hofprediger |
| Johann Wahrendorf * 5. Dezember 1668; † 26. Oktober 1738             | 1721      | 1738  | Domprediger mit Hofpredigerrang |
| Timotheus Christian Stubenrauch * 9. Oktober 1693; † 11. August 1750 | 1732      | 1750  | Hof- und Domprediger, zuletzt im ersten Rang |
| Christian Scholtz 1697–1777                                          | 1739      | 1777  | Domprediger mit Hofpredigerrang |
| August Friedrich Sack 1703–1786                                      | 1740      | 1780  | 1. Juni 1740 Dritter Hof- und Domprediger, später Erster Hof- und Domprediger, 1750 Oberkonsistorialrat                                                                                               |
| Christian Johann Cochius * 3. Mai 1688; † 23. September 1749         | 1741      | 1749  | Oberhof- und Domprediger sowie Konsistorial- und Kirchenrat (zuvor ab 1727 Hofprediger in Potsdam und Religionslehrer von König Friedrich II.)                                                        |
| Karl Wilmsen * 1697; † 14. Juli 1768                                 | 1749      | 1768  | Hofprediger und Kirchenrat |
| Ludwig Ramm * 1715; † 5. September 1792                              | 1749      | 1792  | Hof- und Domprediger, zuletzt ab 1786 im ersten Rang |
| Conrad Ferdinand Posthius * 27. September 1702; † 3. Januar 1770     | 1750      | 1770  | Domprediger mit Hofpredigerrang |
| Ludwig Samuel Noltenius * 2. Dezember 1723; † 20. Dezember 1777      | 1768      | 1777  | Hof- und Domprediger (schon ab 1765 als Adjunkt seines gebrechlichen Schwiegervaters Karl Wilmsen) |
| Johann Peltre * 1. Januar 1723; † 5. Dezember 1786                   | 1770      | 1786  | Hof- und Domprediger |
| Friedrich Samuel Gottfried Sack 1738–1817                            | 1777      | 1817  | 1777 Fünfter Hof- und Domprediger, 1786 Erster Hofprediger und Oberkonsistorialrat; 1816 Bischof ehrenhalber                                                                                          |
| Carl Ludwig Conrad * 10. Juni 1738; † 11. September 1804             | 1777      | 1804  | Hof- und Domprediger, 1801 auch Kirchenrat |
| Karl Georg Heinrich Michaelis * 19. Juni 1752; † 5. März 1812        | 1786      | 1812  | Hof- und Domprediger |
| Johann Heinrich Ernst Moers * 16. November 1755; † 5. Februar 1790   | 1786      | 1790  | Hof- und Domprediger |
| Christian Friedrich Conrad * 7. November 1743; † 15. Dezember 1811   | 1790      | 1811  | Hof- und Domprediger |
| Ferdinand Stosch * 29. Juni 1750; † 1. Juli 1821                     | 1793      | 1821  | Hof- und Domprediger |
|                                                                      |           |       | |
| Friedrich Ehrenberg 1776–1852                                        | 1806      | 1852  | Domprediger, ab 1822 auch Oberhofprediger |
|                                                                      |           |       | |
| Franz Theremin 1780–1846                                             | 1814      | 1846  | Hof- und Domprediger |
| Friedrich Ferdinand Adolf Sack * 16. Juli 1788; † 16. Oktober 1842   | 1819      | 1842  | Hof- und Domprediger |
| Friedrich Strauß 1786–1863                                           | 1822      | 1863  | Hof- und Domprediger, ab 1856 Oberhofprediger |
| Karl Wilhelm Moritz Snethlage 1792–1871                              | 1843      | 1871  | Hof- und Domprediger, zuletzt Oberhofprediger |
| Otto von Gerlach 1801–1849                                           | 1847      | 1849  | Vierter Hof- und Domprediger |
| Wilhelm Hoffmann 1806–1873                                           | 1852      | 1873  | Hof- und Domprediger, 1853 Generalsuperintendent der Kurmark, 1854 Oberkonsistorialrat, 1871 Erster Hofprediger an der Oberpfarr- und Domkirche zu Berlin mit dem Rang eines Geheimrats erster Klasse |
| Wilhelm von Hengstenberg 1804–1880                                   | 1854      | 1880  | zuerst vierter Hof- und Domprediger, ab 1873 Oberhofprediger |
| Rudolf Kögel 1829–1896                                               | 1863      | 1896  | zuerst vierter Hof- und Domprediger, ab 1881 Oberhofprediger, ab 1879 zugleich Generalsuperintendent der Kurmark                                                                                      |
| Emil Frommel 1828–1896                                               | 1872      | 1895  | Hofprediger als Ehrentitel, hauptberuflich ab 1870 Pfarrer an der Garnisonkirche |
| Wilhelm Baur 1826–1897                                               | 1872      | 1883  | zuerst vierter Hof- und Domprediger, ab 1881 zweiter, später Generalsuperintendent im Rheinland |
| Adolf Stoecker 1835–1909                                             | 1874      | 1890  | Hof- und Domprediger, Leiter der Berliner Stadtmission, 1890 abberufen |
|                                                                      |           |       | |
| Richard Julius Schrader * 15. Oktober 1842; † 1. Juli 1895           | 1879      | 1891  | Hof- und Domprediger, wechselte an die Auenkirche in Wilmersdorf |
| Adolf Hermann Bayer * 1834; † 1892                                   | 1883      |       | Hofprediger |
| Ernst Dryander 1843–1922                                             | 1890      | 1922  | zuerst Schlossprediger, ab 1898 Oberhofprediger |
| Wilhelm Faber 1845–1916                                              | 1891      | 1911  | Hof- und Domprediger, ab 1893 auch Generalsuperintendent |
| Johannes Kritzinger 1855–1937                                        | 1892?     | 1925  | Hof- und Domprediger |
| Karl Schniewind * 1. Januar 1850; † 10. Juli 1913                    | 1894      | 1912  | Hof- und Domprediger |
| Karl Ohly 1860–1919                                                  | 1899      | 1913  | Hof- und Domprediger, Leiter der Berliner Stadtmission |
| Ernst Vits 1868–1939                                                 | 1912      | 1914  | Hof- und Domprediger, 1925 Generalsuperintendent |
| Bruno Doehring 1879–1961                                             | 1914      | 1960  | 1914 Hof- und Domprediger, 1945 Oberdomprediger |
| Paul Conrad 1865–1927                                                | 1925      | 1927  | Oberdomprediger |
| Georg Burghart 1865–1954                                             | 1927      | 1933  | Oberdomprediger |
| Willy August Richter * 5. April 1874; 8. Dezember 1938               | 1925      | 1938  | 3. Domprediger, 1936 Oberdomprediger |
| Julius Schneider * 19. Juni 1926; † 2. Juli 1993                     | 1960      | 1989  | Domprediger |
| Franz-Reinhold Hildebrandt 1906–1991                                 | 1961      | 1973  | kommissarischer Oberdomprediger |
| Reinhold Pietz                                                       | 1973      | 1976  | kommissarischer Oberdomprediger |
|                                                                      |           |       | |
| Martin Beer 1950–2011                                                | 1989      | 2000  | Domprediger |
| Friedrich-Wilhelm Hünerbein * 1945                                   | 2000      | 2010  | Domprediger |
| Petra Zimmermann * 1957                                              | 2006      | 2023  | Geschäftsführende Dompredigerin (2009–2017) |
| Thomas C. Müller * 17. März 1965                                     | 2010      | 2021  | Geschäftsführender Domprediger (2017–2021) |
| Michael Kösling * 1976                                               | 2013      | 2023  | Domprediger |
| Stefan Scholpp * 1966                                                | seit 2023 |       | Geschäftsführender Domprediger |
| Christiane Münker * 1966                                             | seit 2024 |       | Dompredigerin |
| Eberhard Jüngel 1934–2021                                            |           |       | Ehrendomprediger |
| Richard Chartres * 1947                                              |           |       | Ehrendomprediger |
| Sarah Mullally * 1962                                                |           |       | Ehrendompredigerin |